# Žralok východní
Žralok východní (Isurus paucus) je poměrně velký žralok z čeledi lamnovití. Vyskytuje se především v tropických a subtropických vodách a není příliš hojný. Je úzce spřízněn se žralokem mako (v angličtině se ostatně nazývá longfin mako shark), od něhož ho odlišují především delší prsní ploutve a štíhlejší tělesná stavba. Dosahuje maximální délky 4,3 metru, běžná velikost se pohybuje mezi 2–3,5 metru. Živí se menšími až středně velkými rybami a hlavonožci. Jedná se o vejcoživorodý druh. V jednom vrhu bývají obvykle jen dvě mláďata, zcela výjimečně až osm. Je loven pro maso a ploutve, ovšem v menších počtech než žralok mako. Kvůli své malé populaci je Mezinárodním svazem ochrany přírody veden jako ohrožený druh.

## Jméno a taxonomie
Druh popsal v roce 1966 kubánský oceánský badatel Darío Guitart-Manday na základě 3 jedinců chycených v Karibském moři. Rodové jméno Isurus je odvozeno z řeckých slov isos a oura znamenajících „stejnoocasý“. Druhové jméno paucus znamená „malý“ nebo „málo početný“ a vztahuje se k velmi malému množství jedinců těchto žraloků v porovnání se žralokem mako (Isurus oxyrinchus). Tyto dva druhy se pro svou podobnost občas zaměňují a angličtina je oba nazývá mako, přičemž Isurus paucus je odlišován přídomkem „dlouhoploutvý“ (longfin). Oba taxony jsou zároveň nejbližšími příbuznými a jedinými žijícími představiteli rodu Isurus. Fylogeneticky mají blízko i k žralokovi bílému. Fosilní nálezy zubů žraloka východního ukazují, že se vyvinul nejpozději někdy ve středním miocénu (před 11–15 miliony lety).

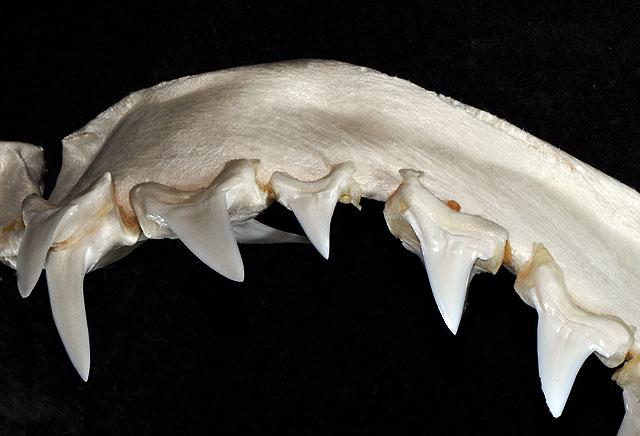
Zuby v horní čelisti žraloka východního

## Popis
Jde o poměrně štíhlého žraloka zbarveného do kovově šedomodra až tmavošeda. Spodní část je světlejší než vrchní, přechod ale není tak ostrý jako u bílého žraloka. Velmi nápadným znakem druhu jsou velké černé oči posazené výrazně vpředu relativně malé hlavy. Rypák má kónický tvar, tlama parabolický. Zuby dosahují poměrně velké délky, mají širokou bázi, ale směrem ke špičce se výrazně zužují, postrádají postranní vroubkování. Prsní ploutve dorůstají značné velikosti, jsou široké a zhruba stejně dlouhé nebo delší než hlavová část těla. Ocasní ploutev obvykle nemá tak symetrický tvar jako u žraloka mako, horní část bývá o poznání větší než spodní a je opatřena kýlem.
Jedná se o relativně velkého žraloka, maximální evidované velikosti jsou 430 cm, 427 cm, 425 cm, respektive 417 cm. Pohlavní zralosti dosahují zástupci druhu při délce okolo 2 metrů (samci) – 2,5 metru (samice), většina chycených a zaznamenaných jedinců měřila asi 2,2 metru a vážila cca 70 kg. Samice dorůstají větších rozměrů než samci a běžně přesahují 245 cm na délku. Maximální hmotnost se pohybuje mezi 300–490 kg.

## Rozšíření
Žralok východní je rozšířen v tropických a subtropických vodách světového oceánu, ale ačkoliv se vyskytuje na obrovské ploše, je poměrně vzácný a málo početný. Přesné údaje o jeho distribuci chybějí, především z důvodu jeho malého množství a časté záměny se žralokem mako. Zřejmě nejpočetnější jsou jeho stavy v západním Atlantiku a centrálním Pacifiku. V ostatních oblastech není hojný. Má se za to, že ve dne se pohybuje především v mezopelagických (hloubka 200–1000 m) a v noci v epipelagických (hloubka do 200 m) vodách. K jeho záchytu dochází nejčastěji na hranici těchto pásem, přibližně v hloubkách 50–220 metrů. Některé zdroje udávají pouze epipelagický výskyt. V batypelagiálu (pod 1000 m) nebyl doposud zaznamenán.

## Biologie

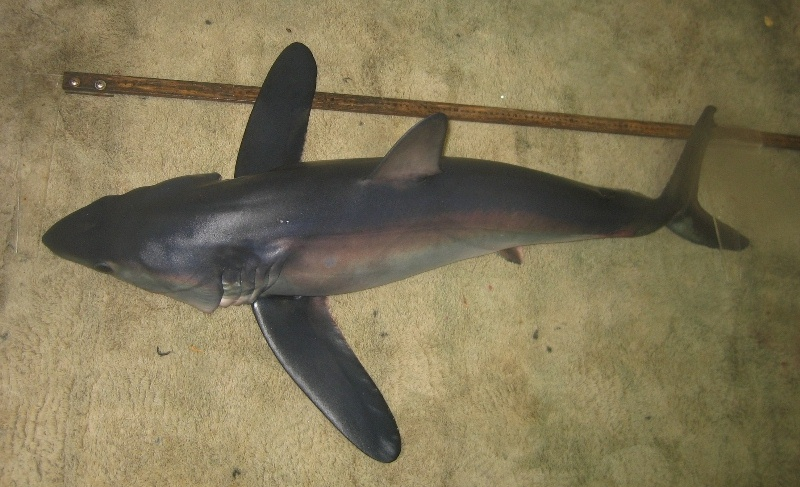
Pohled seshora na žraloka východního. Velmi dobře jdou vidět oválné okraje prsních ploutví, což je jeden z rozpoznávacích znaků, jímž ho lze snadno odlišit od žraloka modrého.

Máme k dispozici jen velmi málo podrobností ze života žraloka východního. Je to dáno i tím, že jde o poměrně vzácnou a jen výjimečně spatřenou nebo odchycenou parybu. Například studie o rodu Isurus z roku 1992 zjistila, že tento druh tvoří jen 0,1 % úlovků (51) z celkového počtu jedinců tohoto rodu (45 730) chycených španělskými rybáři.

### Chování
Žralok východní je velmi pravděpodobně endotermický druh, což znamená, že dokáže regulovat svou tělesnou teplotu. Nicméně jde jen o odhad, který se zatím nepodařilo doložit přesnými údaji. Podle tělesné stavby, délky ploutví a zaznamenaných pozorování se předpokládá, že tento žralok je pomalejší, méně mrštný a celkově méně aktivní než žralok mako. Je pravděpodobné, že se pohybem a chováním spíše podobá žralokovi dlouhoploutvému a žralokovi modrému, což jsou pelagické druhy relativně pomalu se pohybující světovými oceány. Ačkoliv se většinou pohybuje líně, je schopen při lovu kořisti nakrátko výrazně zrychlit.

### Kořist
Informace o obživě žraloka východního jsou jen kusé. Živí se především hejnovými rybami jako jsou sledi a makrely. Dále požírá různé hlavonožce a je možné, že výjimečně napadá i mečouny a plachetníky. V jedné 3,4 metru dlouhé samici se našel zalomený kus výběžku z mečounovy horní čelisti („meč“). V oblasti břicha z ní čouhal 13 centimetrový hrot, z čehož vyplývá, že mečoun probodl žraloka skrz naskrz. Nelze však zjistit, zda k incidentu došlo při žraločím pokusu mečouna zabít a sežrat nebo naopak při agresivním ataku mečouna vůči žralokovi.

### Rozmnožování

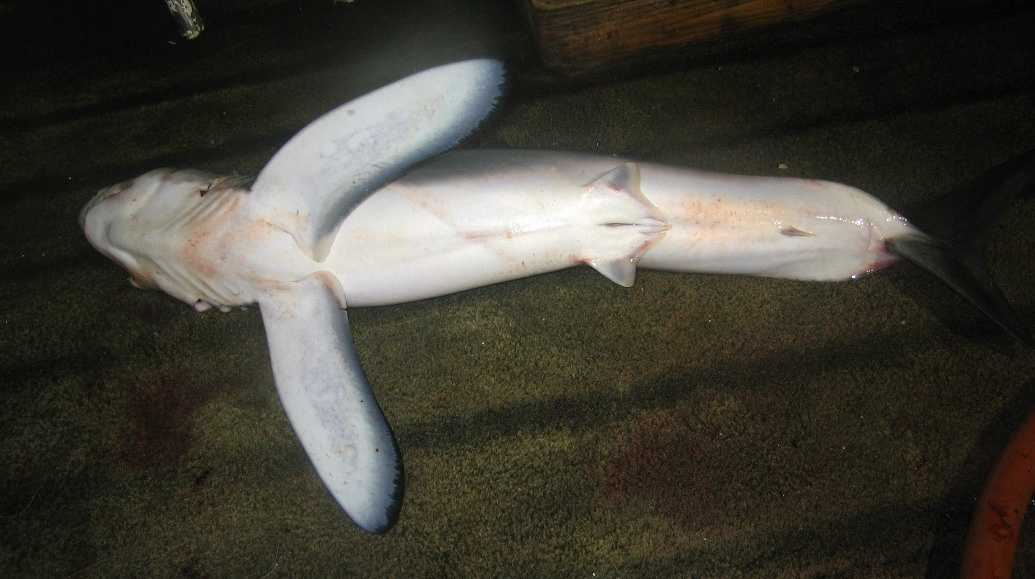
Spodní část žraloka východního

Žralok východní je vejcoživorodý. Mladí jedinci se vyvíjejí ve vajíčkách umístěných v matčině děloze. Po vylíhnutí se živí neoplodněnými vajíčky (ovicida). Jelikož je děloha párová, obvykle se rodí dvě mláďata, výjimečně jich však může být až osm. Velikost mláďat při narození se pohybuje mezi 90–120 cm. Délka březosti a další podrobnosti k rozmnožování nejsou známy. Rovněž nejsou k dispozici žádné údaje o tom, v kolika letech pohlavně dospívají a kolika let se mohou dožít.

### Predace, nemoci
Menší kusy se mohou stát kořistí větších druhů žraloků, predátoři dospělců nejsou známi. Je pravděpodobné, že mohou padnout za oběť kosatkám dravým, ale žádný potvrzený případ takovéto predace neexistuje. O případných chorobách a parazitech nemáme dostupné údaje.

## Ohrožení, vztah s člověkem
Žralok východní byl v roce 2019 Mezinárodním svazem ochrany přírody zařazen mezi ohrožené druhy. Je to proto, že tento druh je poměrně vzácný, pomalu se rozmnožuje a poměrně často bývá zachycen v sítích jako tzv. bycatch (zachycení mimochodem, nezáměrně při lovu jiných ryb). Početnost jeho populace podle všech indicií klesá, ovšem přesná data k dispozici nejsou. Ačkoliv jeho maso není považované za příliš kvalitní (ve srovnání například s makem) a často je házeno přes palubu, prodává se v menších množstvích na trzích v Japonsku. Dříve býval často chytán i při pobřeží Kuby (70. léta 20. století), ale informace ze současnosti z této oblasti nejsou. Upravuje se čerstvý, mrazí se, nasoluje a udí. Z ploutví se může dělat polévka.
Doposud není zaznamenán případ, že by tento druh napadl člověka, ačkoliv se nedá vyloučit, že by některý ze statisticky podchycených útoků žraloků mako (celkem 18), provedl žralok východní. Zřejmě nebyl nikdy pozorován pod vodou ani chován v zajetí.